# Romeo Van Dessel
Romeo Van Dessel est un footballeur belge né le 9 avril 1989 à Reet (Belgique).
Il joue au poste de  défenseur dans l'équipe du FCV Dender EH depuis 2012.